# Estanopal·ladinita
L'estanopal·ladinita és un mineral de la classe dels elements natius. Rep el seu nom del llatí, de la seva composició química a base d'estany i pal·ladi.

## Característiques
L'estanopal·ladinita és un aliatge aprovat per l'Associació Mineralògica Internacional i descrit l'any 1947. La seva fórmula química va ser redefinida l'any 2023 a (Pd,Cu)₃Sn. Cristal·litza en el sistema hexagonal. Forma cristalls alargats i cristalls cúbics arrodonits, de fins a 0,1 mil·límetres, fent intercreixements amb la niggliïta. La seva duresa a l'escala de Mohs es troba entre 4,5 i 5.
Segons la classificació de Nickel-Strunz, l'estanopal·ladinita pertany a «01.AF: Aliatges de PGE-metall» juntament amb els següents minerals: hexaferro, garutiïta, atokita, rustenburgita, zviaguintsevita, taimirita-I, tatianaïta, paolovita, plumbopal·ladinita, cabriïta, chengdeïta, isoferroplatí, ferroniquelplatí, tetraferroplatí, tulameenita, hongshiïta, skaergaardita, yixunita, damiaoïta, niggliïta, bortnikovita i nielsenita.

## Formació i jaciments
Va ser descoberta l'any 1947 a la mina Ugol'nyi Ruchei, a Norilsk, a la Península de Taimir (Taimíria, Rússia). També se n'ha descrit a la Xina, el Canadà, Sud-àfrica i els Estats Units.